# Batrachostomus javensis
El podargo de Java (Batrachostomus javensis) es una especie de ave caprimulgiforme de la familia Podargidae endémica de Java, Indonesia. Anteriormente se incluían en esta especie el podargo  de Blyth (Batrachostomus affinis) y el podargo de Palawan (Batrachostomus chaseni) pero ahora se consideran especies separadas.

## Distribución y hábitat
Como indica su nombre el podargo de Java solo se encuentra en la isla de Java. Su hábitat natural son las selvas húmedas tropicales.